# Entoloma linkii
Entoloma linkii är en svampart som tillhör divisionen basidiesvampar. Den beskrevs först av Elias Fries och fick sitt nu gällande namn av Machiel Evert ("Chiel") Noordeloos. Entoloma linkii ingår i släktet Entoloma och familjen Entolomataceae. Det är osäkert om arten förekommer i Sverige.